# Фредериксберг (коммуна)
Фредериксберг (дат. Frederiksberg Kommune) — датская коммуна в составе области Ховедстаден. Площадь — 8,77 км², что составляет 0,02 % от площади Дании без Гренландии и Фарерских островов. Численность населения на 1 января 2008 года — 93 444 чел. (мужчины — 43 863, женщины — 49 581; иностранные граждане — 8803).

## Железнодорожные станции
- Фасанвай (Fasanvej)
- Флинтхольм (Flintholm)
- Форум (Forum)
- Фредериксберг (Frederiksberg)
- Фуглебаккен (Fuglebakken)
- КБ Халлен (KB Hallen)
- Линневанг (Lindevang)
- Петер Бангс Вай (Peter Bangs Vej)

## Города-партнёры
- Тарту
- Уппсала
- Берум
- Хямеэнлинна
- Хабнарфьордюр
- Цесис

## Изображения

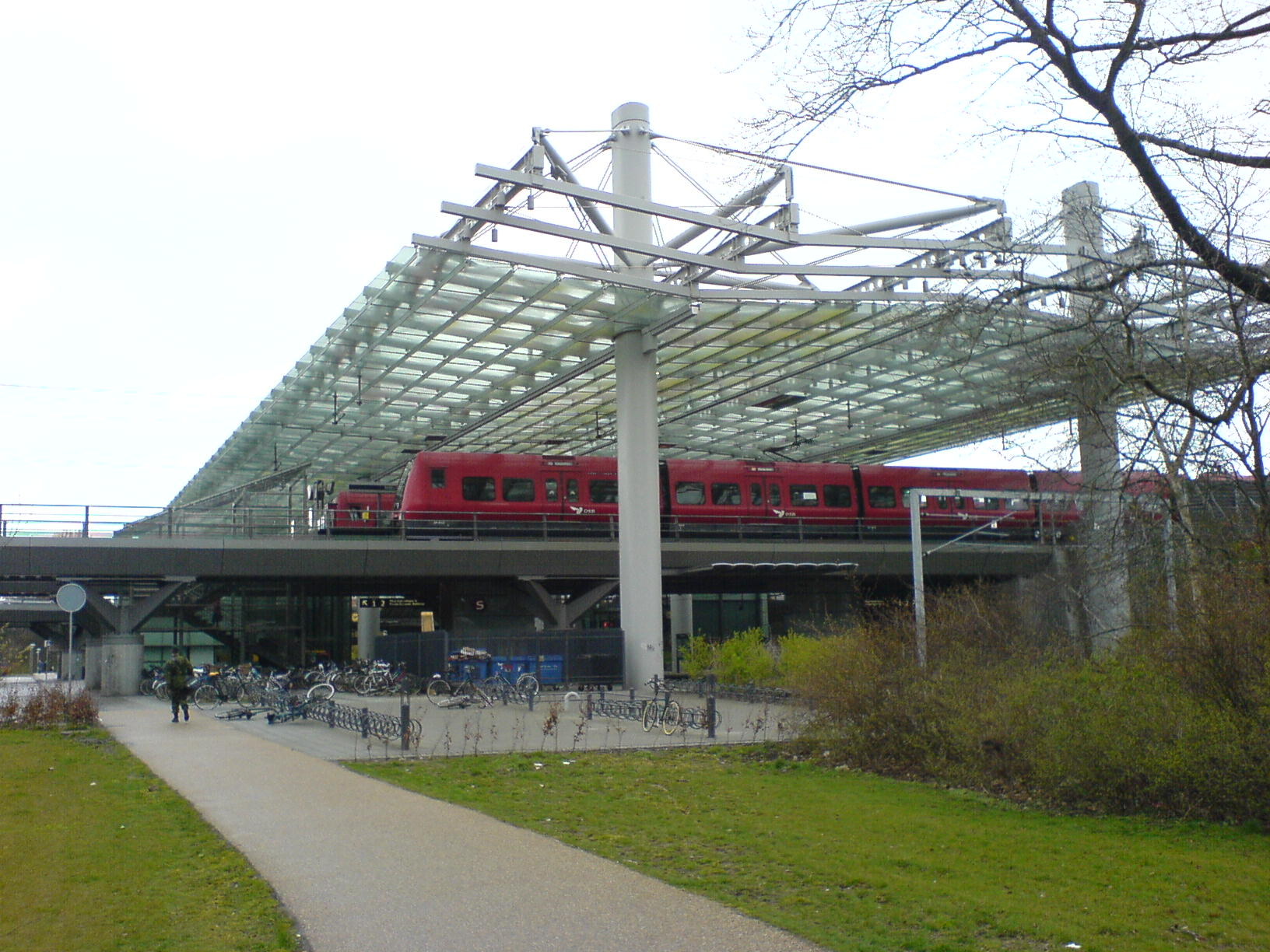
Флинтхольм
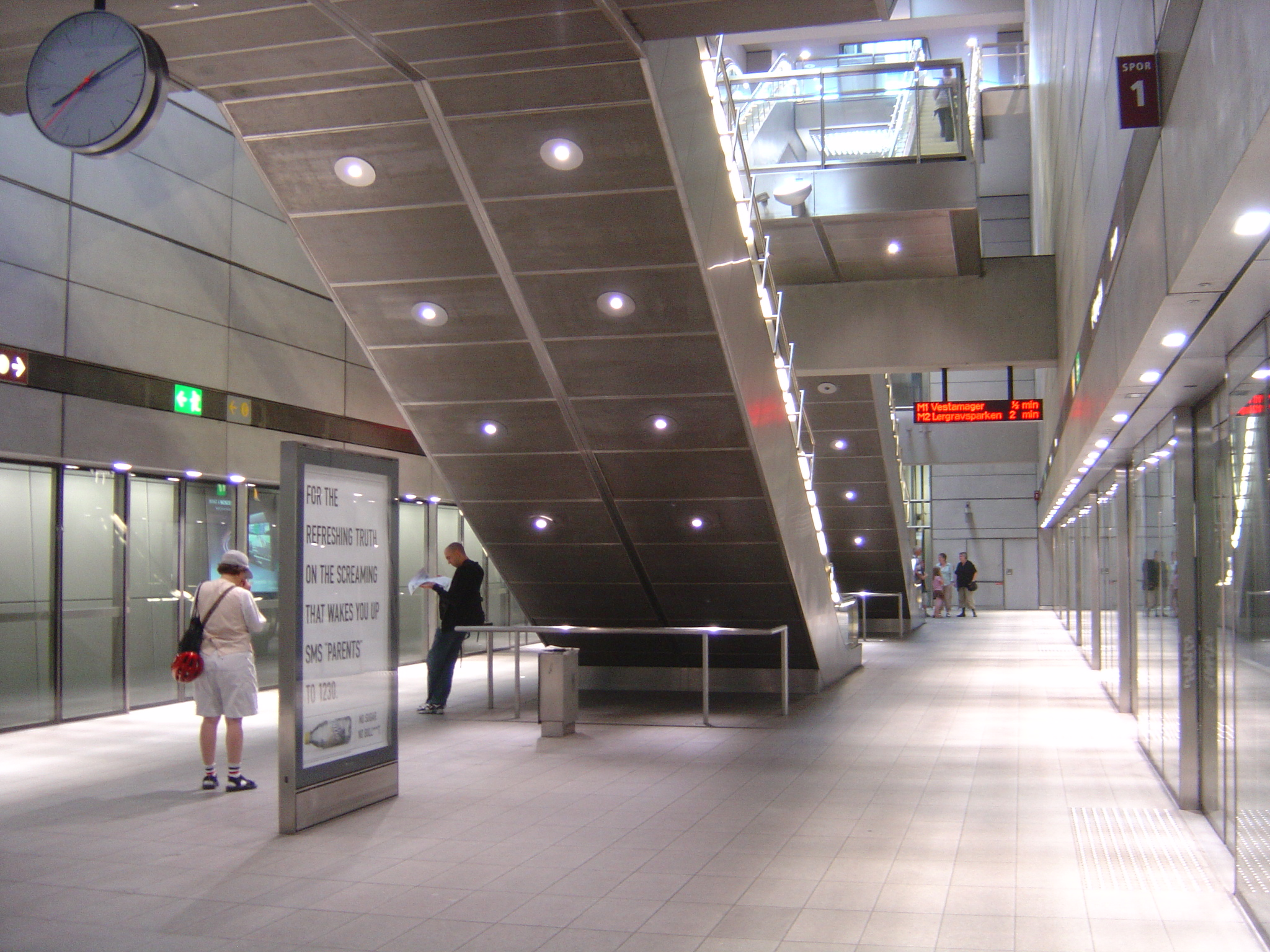
Форум
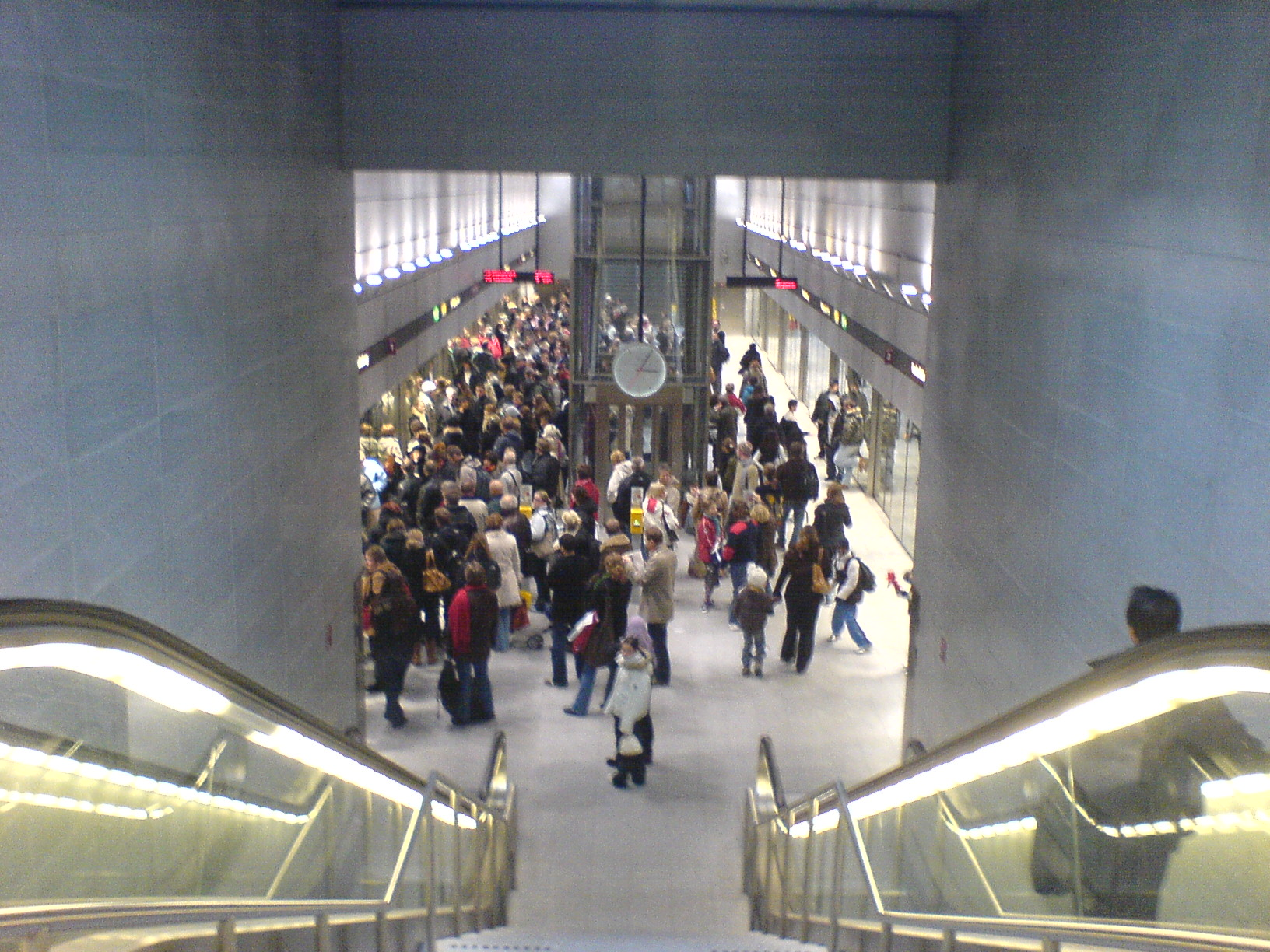
Фредериксберг
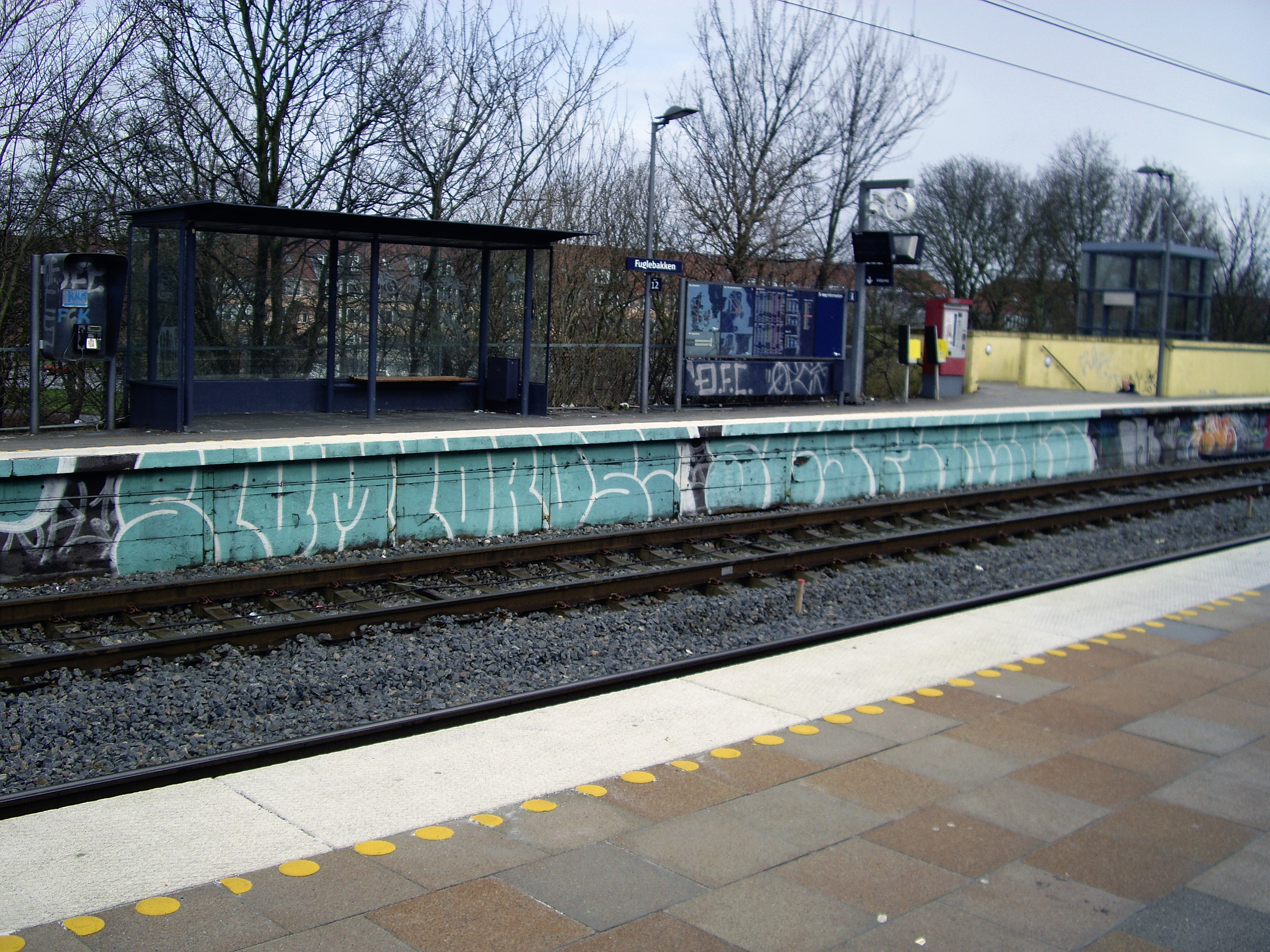
Фуглебаккен
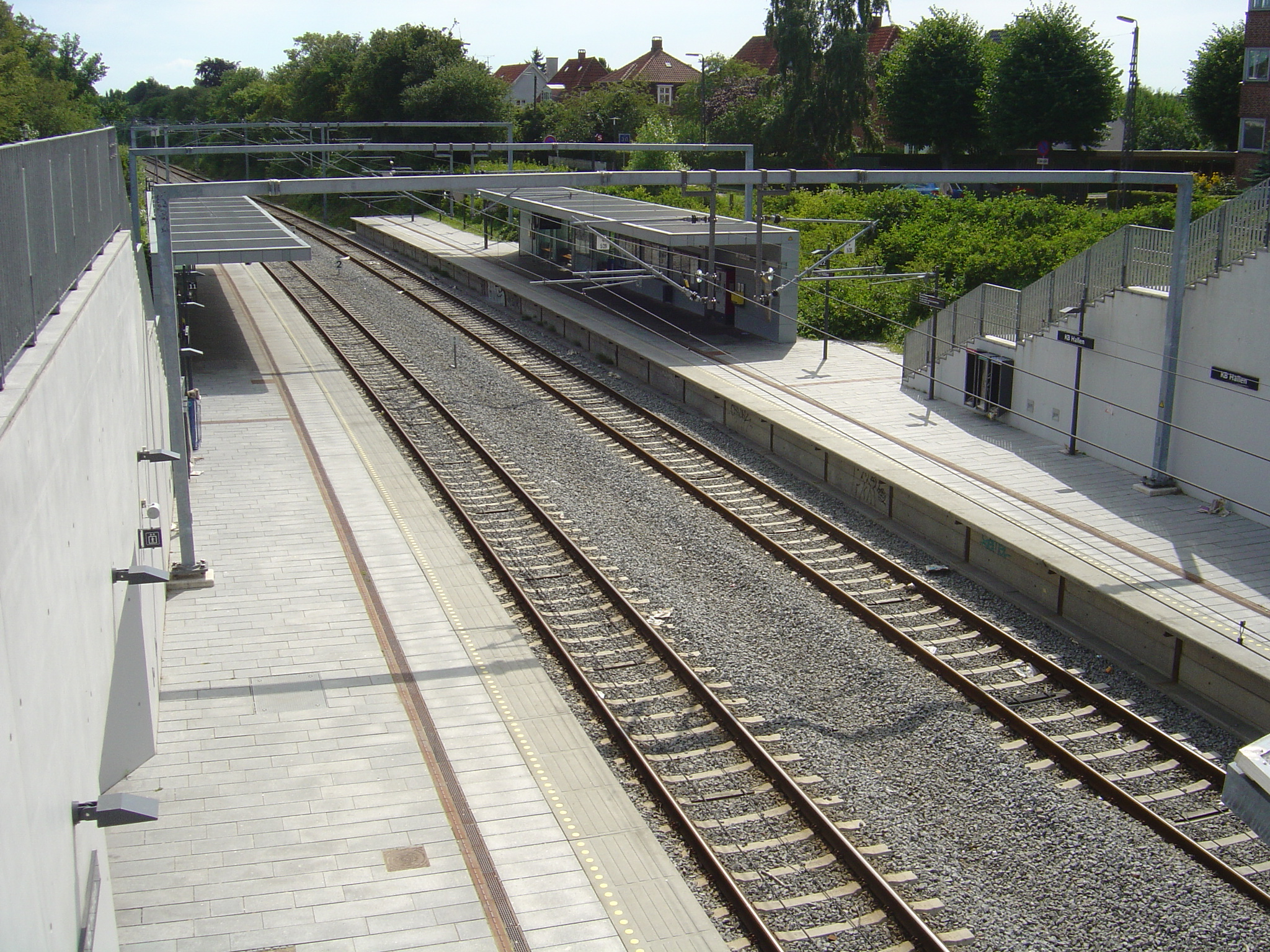
КБ Халлен
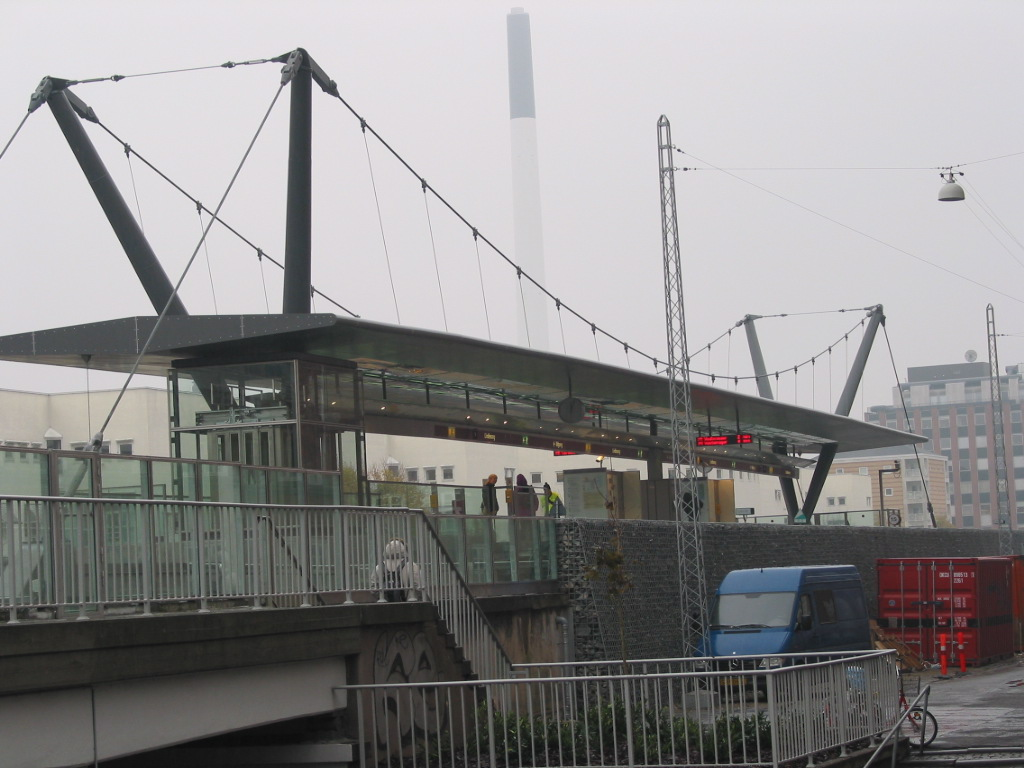
Линневанг
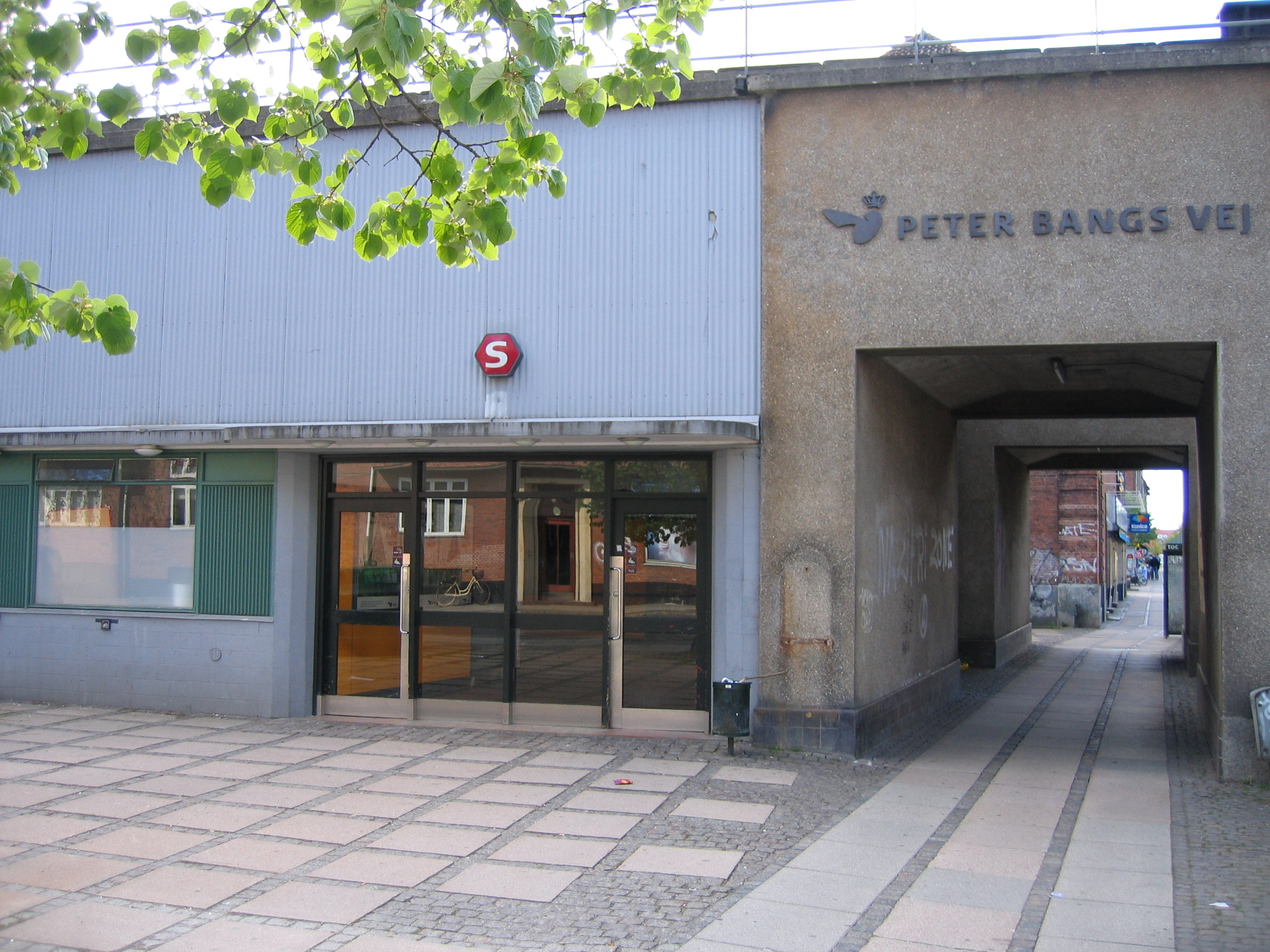
Петер Бангс Вай